# Liste de peintures de Mikhaïl Nesterov
La liste qui suit est une liste incomplète des tableaux de Mikhaïl Nesterov (1862–1942).
Tous les tableaux sont réalisés à l'huile et sur toile, sauf indication contraire. 
| Image | Nom                                                            | Année   | Dimensions (cm) | Emplacement                                | Ref |
| ----- | -------------------------------------------------------------- | ------- | --------------- | ------------------------------------------ | --- |
|       | Pour la potion d'amour                                         | 1888    | 125 × 142       | Musée d'Art Radichtchev (Saratov), Saratov |     |
|       | L'Ermite                                                       | 1888–89 | 144.5 × 126.4   | Galerie Tretiakov, Moscou                  |     |
|       | La Vision du jeune Bartholomée                                 | 1889–90 | 160 × 211       | Galerie Tretiakov, Moscou                  |     |
|       | Portrait d'Apollinaire Vasnetsov                               | 1890    |                 | Galerie Tretiakov, Moscou                  |     |
|       | Olga de Kiev                                                   | 1892    | 104x39.5        | collection privée                          |     |
|       | Au Son des cloches                                             | 1895    | 150 x 124       | Musée russe, Saint-Pétersbourg             |     |
|       | La Grande Prise de voile                                       | 1898    | 178 × 195       | Musée russe, Saint-Pétersbourg             |     |
|       | Portrait d' Ekaterina Petrovna Nesterova                       | 1905    | 142.5 × 107.8   | Galerie Tretiakov, Moscou                  |     |
|       | Femme habillée pour la promenade ou Portrait d' Olga Nesterova | 1906    | 175.5 × 86.5    | Musée russe, Saint-Pétersbourg             |     |
|       | En Russie. L'Âme du peuple                                     | 1914–16 | 204.5 × 481     | Galerie Tretiakov, Moscou                  |     |
|       | Les Philosophes                                                | 1917    | 126 × 126       | Galerie Tretiakov, Moscou                  |     |
|       | Le Métropolite Antoni                                          | 1917    |                 | Galerie Tretiakov, Moscou                  |     |
|       | Le Penseur (Portrait d'Ivan Iline)                             | 1921–22 | 126.5 × 124.5   | Musée russe, Saint-Pétersbourg             |     |
|       | Vision de saint Serge enfant                                   | 1922    | 91.1 × 109.2    | collection privée                          |     |
|       | Sur la Volga                                                   | 1922    | 73 × 77         | Musée des beaux-arts d'Ekaterinbourg       |     |
|       | Voyageurs. Par delà la Volga                                   | 1922    | 81.5 × 107.5    | collection privée                          |     |
|       | Autoportrait de Mikhaïl Nesterov                               | 1928    | 77 × 75         | Musée russe, Saint-Pétersbourg             |     |
|       | Cyprès à la mer. Étude                                         | 1928    | 25 × 30         | Musée d'Art Radichtchev (Saratov), Saratov |     |
|       | Portrait d'Ivan Pavlov                                         | 1930    | 80 x 77         | Musée russe, Saint-Pétersbourg             |     |
|       | Portrait des frères Pavel Korine et Alexandre Korine           | 1930    |                 | Galerie Tretiakov, Moscou                  |     |
|       | Portrait du chirurgien russe, Sergueï Youdine                  | 1933    |                 |                                            |     |
|       | Portrait du chirurgien Sergueï Youdine                         | 1935    |                 | Galerie Tretiakov, Moscou                  |     |
|       | Portrait d' E.P. Razumova                                      | 1936    | 63 × 52         | Musée d'Art Radichtchev (Saratov), Saratov |     |
|       | Portrait d'Élisaveta Krouglikova                               | 1939    | 82 × 59         | Musée Russe, Saint-Pétersbourg             |     |
|       | Portrait de Vera Moukhina                                      | 1940    | 80 × 75         | Galerie Tretiakov, Moscou                  |     |